# Librilla
Librilla és una vila i municipi de la Regió de Múrcia, comarca del Baix Guadalentí. És limítrof amb el terme municipal de Múrcia (Horta de Múrcia). Té una població de 4.028 habitants en una extensió de 56,3 km². Té una densitat de població de 80,23 hab/km².

## Administració
| Legislatura | Nom                  | Grup |
| ----------- | -------------------- | ---- |
| 1979-1983   | José Martínez Cerón  | PSOE |
| 1983-1987   | José Martínez Cerón  | PSOE |
| 1987-1991   | José Martínez Cerón  | PSOE |
| 1991-1995   | José Martínez García | PP   |
| 1995-1999   | José Martínez García | PP   |
| 1999-2003   | Juan Porras Vicente  | PSOE |
| 2003-2007   | José Martínez García | PP   |
| 2007-2011   | José Martínez Garcia | PP   |

## Demografia
| 1900  | 1910  | 1920  | 1930  | 1940  | 1950  | 1960  | 1970  | 1981  | 1991  | 1996  | 2001  | 2004  | 2005  | 2006  | 2007  |
| ----- | ----- | ----- | ----- | ----- | ----- | ----- | ----- | ----- | ----- | ----- | ----- | ----- | ----- | ----- | ----- |
| 2.465 | 3.379 | 3.035 | 2.886 | 2.807 | 2.981 | 2.826 | 3.111 | 3.512 | 3.735 | 3.759 | 3.945 | 4.088 | 4.160 | 4.297 | 4.378 |